# Fastline
A Fastline egy angol magánvasút társaság volt. 1994-ben alapították, a társaság 2010 márciusában szűnt meg. A Jarvis Group. része volt. A társaság saját Class 56 és Class 66 sorozatú dízelmozdonyokkal rendelkezett, de bérelt néhányat a Hanson Traction Ltd-től. Konténervonatokat és szénszállító vonatokat új szénszállító kocsikkal üzemeltetett Angliában.

## Járművek
| Pályaszám | Sorozat | Livery                | Üzembe állás | Státusz | Üzemeltető          |
| --------- | ------- | --------------------- | ------------ | ------- | ------------------- |
| 56301     | 56      | Fastline szürke       | 2005         | Működő  | Fastline            |
| 56302     | 56      | Fastline szürke       | 2005         | Működő  | Fastline            |
| 56303     | 56      | Fastline szürke       | 2005         | Működő  | Fastline            |
| 56311     | 56      | Plain szürke          | 2008         | Működő  | Hanson Traction Ltd |
| 56312     | 56      | "Artemis" lila & zöld | 2008         | Működő  | Hanson Traction Ltd |
| 66301     | 66      | Fastline szürke       | 2008         | Működő  | Fastline            |
| 66302     | 66      | Fastline szürke       | 2008         | Működő  | Fastline            |
| 66303     | 66      | Fastline szürke       | 2008         | Működő  | Fastline            |
| 66304     | 66      | Fastline szürke       | 2008         | Működő  | Fastline            |
| 66305     | 66      | Fastline szürke       | 2008         | Működő  | Fastline            |